# Tiểu văn hóa
Tiểu văn hóa hay nhóm văn hóa là một nhóm người thuộc một nền văn hóa tự tách biệt mình với nền văn hóa lớn hơn đó, mặc dù thường vẫn lưu giữ những nguyên tắc cơ bản của nó. Định nghĩa chính xác thì có nhiều thay đổi, Oxford English Dictionary định nghĩa tiểu văn hóa là "một nhóm văn hóa trong một văn hóa lớn hơn, thường có những niềm tin hoặc mối quan tâm khác biệt với nền văn hóa lớn hơn."